# Pekka Pohjola
Pekka Pohjola (13 gennaio 1952 – 27 novembre 2008) è stato un compositore finlandese.
La sua musica spazia dal jazz al rock progressivo fino alla musica strumentale.

## Biografia
Dopo gli studi di violino e pianoforte al conservatorio accademico Sibelius di Helsinki, Pohjola iniziò la sua carriera musicale suonando il basso elettrico per i Wigwam, nota band finlandese, dal 1970 al 1974. Parallelamente all'esperienza del gruppo, si dedicò alla stesura del suo primo lavoro da solista, Pihkasilmä kaarnakorva, un album di rock progressivo con influenze jazz. 
Pekka Pohjola registrò dal 1972 al 1977 tre album che rappresentano ancora oggi la sua più nota trilogia. Il suo terzo album è stato pubblicato con nomi diversi in varie nazioni e, a seconda dei casi, è attribuito anche a Mike e Sally Oldfield e successivamente nel 1981 al solo Mike Oldfield (che suona in tutti i brani tranne il primo), col nuovo titolo The Consequences Of Indecisions; altri titoli dell'album sono Keesojen Lehto, The Mathematician's Air Display (nel Regno Unito), Skuggornas Tjuvstart (in Svezia) e Untitled.

## Discografia
- 1972: Pihkasilmä Kaarnakorva
- 1974: Harakka Bialoipokku
- 1977: Keesojen Lehto (con Mike Oldfield)
- 1979: Visitation
- 1980: Kätkävaaran Lohikäärme
- 1982: Urban Tango
- 1983: Jokamies
- 1985: Space Waltz
- 1986: Flight Of The Angel
- 1986: Yesterday's Games (con la Espoo Big Band)
- 1987: New Impressionist (raccolta)
- 1990: Sinfonia no. 1
- 1992: Changing Waters
- 1995: Live in Japan
- 1995: Heavy Jazz - Live in Helsinki and Tokyo
- 1997: Pewit
- 2001: Views